# Henryk Rutkowski (historyk)
Henryk Rutkowski (ur. 28 marca 1929 w Piotrkowie Trybunalskim) – polski historyk, działacz społeczny, autor publikacji przede wszystkim z dziedziny geografii historycznej; wieloletni działacz Polskiego Towarzystwa Historycznego, Towarzystwa Miłośników Historii i innych stowarzyszeń. Kawaler Orderu Odrodzenia Polski.

## Życiorys[1]
Urodził się 28 marca 1929 r. w Piotrkowie Trybunalskim jako syn Wincentego i Józefy z domu Góreckiej. Ukończył liceum im. Bolesława Chrobrego. W 1948 roku rozpoczął studia historyczne na Uniwersytecie Warszawskim (był uczniem Stanisława Herbsta) i od tego czasu mieszka w Warszawie. W czasie studiów pracował jako przewodnik w Muzeum Narodowym, a następnie jako referendarz w Ministerstwie Kultury i Sztuki, w dziale zajmującym się ochroną zabytków.

### Praca naukowa
Po ukończeniu w 1953 studiów rozpoczął pracę w nowo powstałym Instytucie Historii Polskiej Akademii Nauk. Od początku do 1996 r., kiedy to przeszedł na emeryturę, pracował tam w Zakładzie Atlasu Historycznego, gdzie od roku 1977 był zastępcą kierownika, a od 1992 r. – kierownikiem. Po 1996 r. pozostał współpracownikiem Zakładu.
W ciągu ponad sześćdziesięciu lat pracy naukowej opublikował ponad 200 tekstów z różnych dziedzin, najczęściej związanych z szeroko pojętą geografią historyczną, często o charakterze podstawowym. Jest autorem licznych map historycznych, szczególnie w serii Atlas historyczny Polski, Mapy szczegółowe XVI wieku, której koncepcji był inicjatorem i współtwórcą.
W wyniku swoich prac badawczych ustalił miejsce pola elekcyjnego na Woli w Warszawie, które w 1997 zostało upamiętnione obeliskiem.
Za działalność związaną ze stolicą otrzymał srebrną i złotą Odznakę honorową za Zasługi dla Warszawy (1966, 1977).
Henryk Rutkowski pomimo ogromnego dorobku naukowego nigdy nie występował o stopnie naukowe. Jest jednak uznanym autorytetem w swojej dziedzinie.

### Działalność społeczno-polityczna
Henryk Rutkowski całe życie był aktywny w stowarzyszeniach naukowych: od 1956 r. do 2022 zasiadał w Zarządzie Towarzystwa Miłośników Historii, w latach 1971–2018 był członkiem Zarządu Głównego Polskiego Towarzystwa Historycznego, następnie został doradcą  Zarządu. W 1956 r. zainicjował w PTH utworzenie miesięcznika historycznego „Mówią Wieki” i był członkiem redakcji pierwszego rocznika. Za tę działalność otrzymał w 1976 roku Złoty Krzyż Zasługi. W roku 2000 otrzymał prestiżową godność członka honorowego PTH.
W okresie studiów (w latach 1948–1950) działał w „Caritas Academica" (był sekretarzem ostatniego zarządu tej organizacji). Od ukończenia studiów do 1980 r. był członkiem Związku Nauczycielstwa Polskiego i następnie NSSZ „Solidarność” (1980–1991), w latach 1955–1970 należał do Stowarzyszenia Historyków Sztuki, a od 1979 r. do Klubu Inteligencji Katolickiej (obecnie jest członkiem honorowym).
Od chwili jej powstania w 1972 r., należy do Komisji Geografii Historycznej (obecnie w Polskim Towarzystwie Historycznym). Jest członkiem (od 2020 r. honorowym) Towarzystwa Naukowego Sandomierskiego.
W 1989 r. brał udział w obradach Okrągłego Stołu, gdzie uczestniczył w pracach podzespołu do spraw stowarzyszeń i samorządu terytorialnego.
Za zasługi w działalności społecznej został odznaczony w 1992 roku Krzyżem Kawalerskim Orderu Odrodzenia Polski.
W latach 1991–1995 był członkiem Rady Placówek Naukowych PAN. Jako jeden ze znawców kartografii staropolskiej jest członkiem Zespołu Historii Kartografii Instytutu Historii Nauki PAN.

## Zainteresowania naukowe
Historia Polski od XII do XVIII wieku, geografia historyczna i historia kartografii.

## Wybrane publikacje[14][15]
- Sandomierz, Warszawa 1956 (współautor);
- Kazimierz Dolny. Krajobraz i architektura, Warszawa 1965;
- Piotrków Trybunalski w XVI i pierwszej połowie XVII wieku jako miejsce zjazdów szlacheckich, [w:] 750 lat Piotrkowa Trybunalskiego, Piotrków 1967;
- Z dziejów Sandomierza w okresie odrodzenia, [w:] Studia sandomierskie, Warszawa 1967, s. 287–343;
- Geografia historyczna w pracach Stanisława Herbsta, [w:] Ziemia i ludzie dawnej Polski, Wrocław 1976, s. 197–209;
- Panorama dziejów Polski, Warszawa 1983 (współautor);
- Wolna elekcja – zasady i praktyka wybierania królów polskich, [w:] Elekcje królów Polski w Warszawie na Woli 1575–1764, Warszawa 1997;
- Die Städte Grosspolens und Masowiens in der zweiten Hälfte des 17. Jahrhunderts, [w:] Polen und Oesterreich im 17. Jahrhundert, Wien 1999, 109–132;
- Znaczenie wybranych map z XIX wieku dla badań dawnej Polski, [w:] Kartografia Królestwa Polskiego 1815–1915, Warszawa 2000;
- Okres Stanisława Augusta w badaniach Karola Buczka nad kartografią dawnej Rzeczypospolitej, [w:] Karol Buczek (1902–1983), Kraków 2004, s. 57–103;
- Puszcza Kampinoska w latach 1526–1793, [w:] Dzieje Puszczy Kampinoskiej i okolic, Izabelin 2005, s. 225–261, 284–287, 290;
- Początki Towarzystwa Miłośników Historii w Warszawie (1906–1914), „Przegląd Historyczny”, t. XCVIII, 2007, s. 216–226;
- Polska na wybranych mapach z pierwszej połowy XVI wieku, [w:] Dawna mapa źródłem wiedzy o świecie, Szczecin 2008, s. 221–234;
- Projekt budowy części Zamku Królewskiego w Warszawie z około 1600 r., „Studia Źródłoznawcze”, t. 52, 2014, s. 161–169;
- Fundamenta historiae. Pisma wybrane, oprac. Michał Zbieranowski, Marek Słoń, Warszawa 2014, Instytut Historii PAN - Polskie Towarzystwo Historyczne - Towarzystwo Miłośników Historii.
- Podziały polityczne Mazowsza w pierwszej połowie XIV wieku, [w:] Początki Warszawy. Spojrzenie po 700 latach, red. H. Rutkowski, Warszawa 2015, s. 19–32;
- Metoda retrogresji w geografii historycznej Polski (wybrane zagadnienia), „Studia Geohistorica”, 7, 2019, s. 146–162;
- Z rodziny Czekanowskich, „Wiadomości Ziemiańskie”, nr 85, 2021, s. 49–61;
- Polska XVI wieku – mapy szczegółowe, [w:] Atlas Historyczny Polski. Ludzie, koncepcje, realizacje, Warszawa 2023, s. 35–76;
- Ze studiów nad Karolem Perthéesem, „Studia Geohistorica”, 12, 2024, s. 28–50.

W serii Atlas historyczny Polski, Mapy szczegółowe XVI wieku, współautor tomów:
- Mazowsze w drugiej połowie XVI wieku, red. W. Pałucki, Warszawa 1973.
- Województwo sandomierskie w drugiej połowie XVI wieku, red. W. Pałucki, Warszawa 1993.

W tejże serii redaktor i współautor tomów:
- Województwo sieradzkie i województwo łęczyckie w drugiej połowie XVI wieku, Warszawa 1998.
- Województwo krakowskie w drugiej połowie XVI wieku, Warszawa 2008.
- Historical Atlas of Poland in the 2nd Half of the 16th Century. Voivodeships of Cracow, Sandomierz, Lublin, Sieradz, Łęczyca, Rawa, Płock, and Mazovia, ed. M. Słoń, Frankfurt am Main 2014.

Od następnych tomów – współredaktor serii zakończonej wydaniem zbiorczym w 2021 r.